# Greer Skousen
Greer S. Skousen Spilsbury, né le 24 septembre 1916, à Casas Grandes (Mexique) et mort le 20 mars 1988, à San Antonio (États-Unis) est un joueur mexicain de basket-ball.

## Palmarès
- Troisième des Jeux olympiques d'été de 1936